# Ayandeh Continental Team
Ayandeh Continental Team (código UCI: AYA) es un equipo ciclista iraní de categoría Continental.
El equipo corre principalmente en carreras del UCI Asia Tour, el circuito continental asiático.
Tuvo su debut en 2011 denominándose Suren Cycling Team y se convirtió en el cuarto equipo iraní en activo, y el segundo radicado en la ciudad de Tabriz. En 2012 trasladó la licencia a Uzbekistán (la sede siguió siendo en Tabriz) y renovó casi completamente la plantilla de corredores. El equipo pasó a llamarse Uzbekistan Suren Team y solo mantuvo a 3 iraníes en la escuadra. Fueron incorporados varios ciclistas de Uzbekistán, Kirguistán y Ucrania, como el ex Lampre Volodymyr Zagorodny y el múltiple campeón asiático y de Kirguistán Eugen Wacker. 
En 2013 (otra vez con licencia de Irán), cambió su nombre a Ayandeh Continental Team y cambió enteramente la plantilla, siendo todos sus corredores iraníes.

## Material Ciclista
El equipo utiliza bicicletas Merida.

## Sede
El equipo tiene su sede en Tabriz, capital de la provincia de Azerbaiyán Oriental (Irán).
La escuadra Tabriz Petrochemical Team, en activo desde 2008, está radicada en esa misma ciudad, la cuarta más poblada del país y la segunda por su sector industrial.

## Palmarés
Para años anteriores véase: Palmarés del Ayandeh Continental Team

### Palmarés 2013
El equipo no consiguió ninguna victoria profesional.

## Plantilla
Para años anteriores véase: Plantillas del Ayandeh Continental Team

### Plantilla 2013
| Corredor                   | Nacimiento | Nacionalidad | Equipo 2012 bgcolor="#EFEFEF" |
| Ali Ashkbous               | 04/05/1991 | Irán         | Neoprofesional                |
| Hamed Ebadi                | 17/06/1992 | Irán         | Neoprofesional                |
| Ahamad Ghamari             | 13/06/1984 | Irán         | Suren Cycling Team (2011)     |
| Alireza Hagui              | 08/02/1979 | Irán         | Azad University Cross Team    |
| Reza Hosseini              | 07/03/1989 | Irán         | Neoprofesional                |
| Ali Khademi                | 01/01/1992 | Irán         | Mes-Kerman                    |
| Behnam Khalili             | 07/02/1989 | Irán         | Tabriz Petrochemical Team     |
| Behnam Maleki              | 02/12/1992 | Irán         | Azad University Iran (2011)   |
| Ramin Maleki               | 18/03/1987 | Irán         | Tabriz Petrochemical Team     |
| Arvin Moazzemi             | 26/03/1990 | Irán         | Azad University Cross Team    |
| Mohsen Rahmani             | 07/03/1989 | Irán         | Neoprofesional                |
| Mohammad Rajablou          | 06/04/1985 | Irán         | Azad University Iran (2009)   |
| Seyed Milad Mohammad Seyed | 11/12/1986 | Irán         | Neoprofesional                |
| Behrouz Soltani            | 17/03/1992 | Irán         | Neoprofesional                |

1. ↑  Desde el 10 de abril.
2. 1 2 3  Desde el 6 de junio.
3. ↑  Desde el 27 de septiembre.
4. ↑  Hasta el 30 de junio.